# 高雄市三民區愛國國民小學
高雄市立愛國國民小學，簡稱愛國國小，位於台灣高雄市三民區十全一路1號，於1952年春季，高雄市政府教育科派王明德先生創校，並於同年8月開始招生，校地面積17611平方公尺，現與南投縣立愛國國小結為姊妹學校。

## 特色教育
2014年12月愛國國小舉辦全國唯一一場的味覺教育課程，邀請來自法國勃艮第的米其林三星主廚Eric Pras，品嘗食材連結家中飲食，並提供經濟弱勢學童特別的味覺體驗機會，啟發學童的好奇心及觀察力，同時對在地食材及飲食文化產生學習動機。
2017年6月愛國國小率領師生前往日本大阪、京都與奈良三個城市，進行5天4夜參訪交流活動。愛國國小也請來專業講師，到校內為參與此次活動的師生傳授基礎生活日語、日本文化、風俗、禮儀，讓參訪團師生先對日本有更多的認識。
2019年6月時愛國國小和高醫合作舉辦「高醫小醫師雙語教學體驗營」使學生接觸不同於學校的雙語健康教育課程，並與社區敦親睦鄰，利用放學時間到醫院學習CPR心肺復甦術、血壓測量和傷口照護等課程，冀望能啟發學生學習醫學知識與多元文化語言的樂趣，讓孩子擁有不同於書本、學校及教室的醫學體驗。

## 學區
愛國國小學區包含同德里、安生里、安吉里、德仁里、德智里、灣興里。

## 科研表現
愛國國小在高雄市以科學展覽、科學教育與參加發明展聞名，每屆高雄市科展都有奪得獎項，教師陳建良更在2019年獲得25屆科展優良指導教師獎。

## 歷任校長
| 任別 | 姓名     | 任期           |
| ---- | -------- | -------------- |
| 1    | 王明德   | 1952年－1957年 |
| 2    | 寇虞風   | 1957年－1961年 |
| 3    | 徐則驤   | 1961年－1968年 |
| 4    | 胡寬亮   | 1968年－1973年 |
| 5    | 洪肇基   | 1973年－1977年 |
| 6    | 歐祈東   | 1977年－1987年 |
| 7    | 陳正光   | 1987年－1992年 |
| 8    | 方永川   | 1992年－1997年 |
| 9    | 陳忠     | 1997年－2003年 |
| 10   | 陳順像   | 2003年－2009年 |
| 11   | 蘇明唱   | 2009年－2013年 |
| 12   | 馮綉雯   | 2013年－2017年 |
| 13   | 歐陽國榮 | 2017年－迄今   |

## 周邊設施
- 新大港保安宮
- 長谷世貿聯合國大樓